# 大樋焼

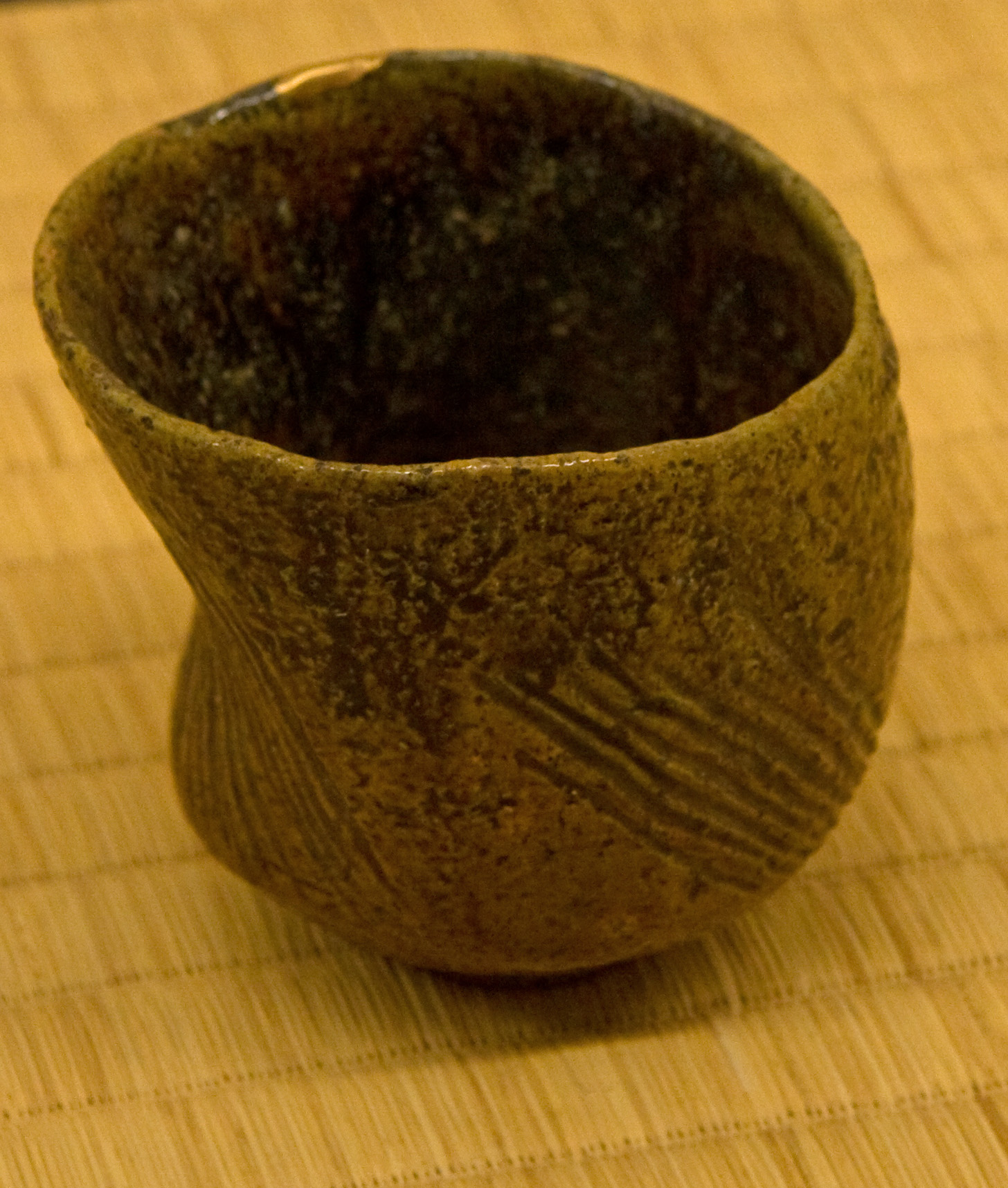
初代大樋長左衛門作・「聖」

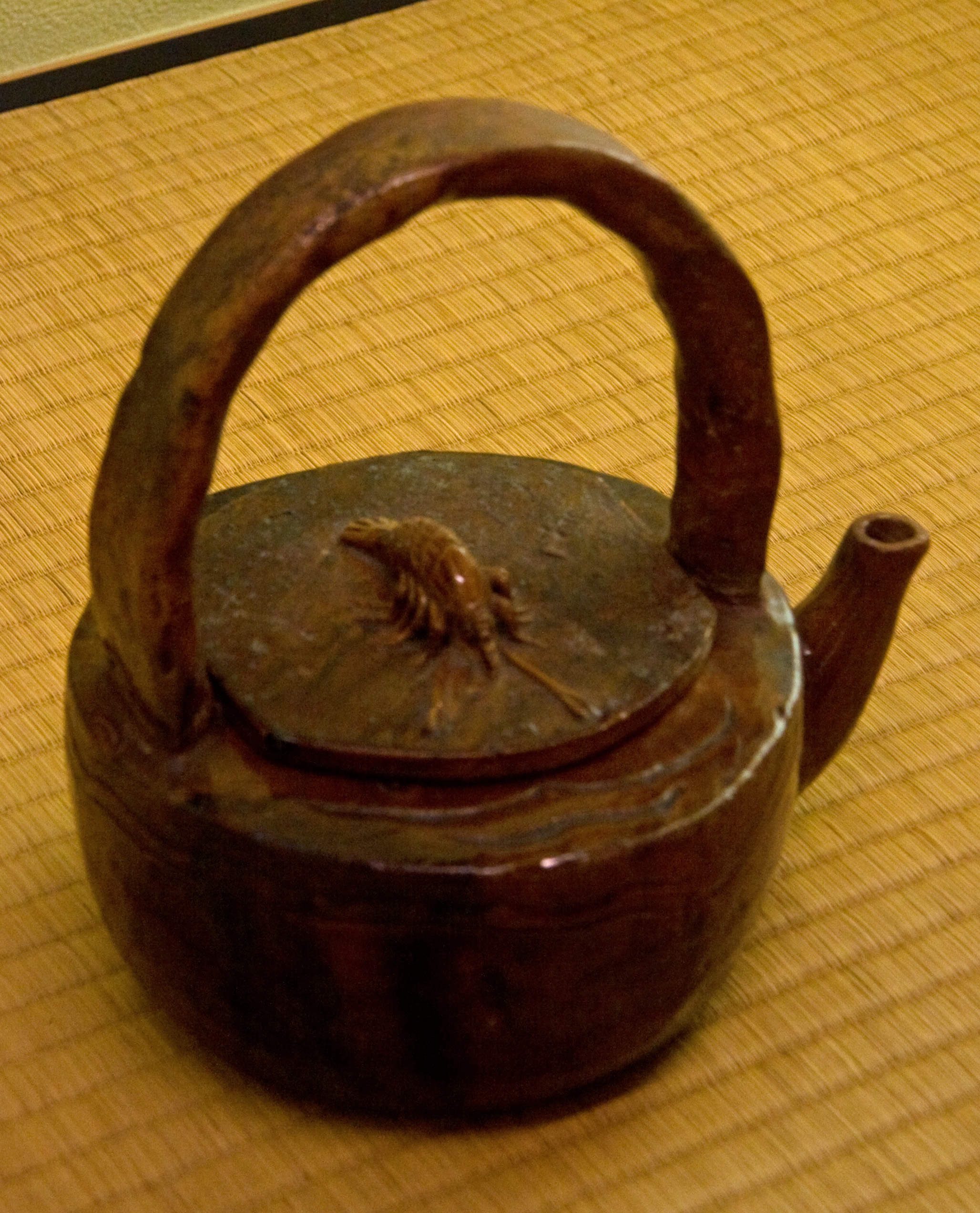
大樋焼の急須

大樋焼（おおひやき）とは、石川県金沢市にある、350年の歴史と伝統をもつ楽焼の脇窯である。

## 概要
江戸時代初期の寛文6年（1666年）、加賀百万石、加賀藩5代藩主・前田綱紀が京都から茶道茶具奉行として仙叟（裏千家4代千宗室）を招いた際に、楽家4代一入に師事し、最高弟であった陶工・土師長左衛門が同道した。仙叟が帰京する貞享3年（1686年）後も長左衛門は残り、河北郡大樋村（現、金沢市大樋町）に楽焼の土を見出したことで大樋焼と称され、以後は前田家の御用窯として栄えた。明治時代になると、加賀藩の保護が途絶え一時衰退したが、それ以後の生活の安定や茶道の普及で復興した。
大樋焼は、轆轤は使わず手で捻りながら成形し、ひとつひとつ箆で削りながら造り上げていく。小さな窯に釉薬を施した作品を入れ、短期間に温度を上げた後、引き出して急冷する。この温度差の急な焼成は楽焼と大樋焼だけに見られる手法である。また独特の飴色は、初代長左衛門が京都より金沢に出向く際に楽家より与えられたとされており、雪国にふさわしい暖かい味わいが特徴である。
金沢市橋場町に十代大樋長左衛門窯、大樋美術館がある。

## 窯元の系譜
大樋美術館「大樋焼歴代譜」に拠る。
- 初代 大樋長左衛門（芳土庵）（1631〜1712）
- 二代 大樋長左衛門（芳土庵）（1686〜1747）
- 三代 大樋長左衛門（勘兵衛・芳土庵）（1728〜1802）
- 四代 大樋長左衛門（勘兵衛・土庵）（1758〜1839）
- 五代 大樋長左衛門（勘兵衛・土庵）（1799〜1856）
- 六代 大樋長左衛門（朔太郎）（1829〜1856）
- 七代 大樋長左衛門（道忠）（1834〜1894）

明治期の旧藩による援助の消滅や茶道衰退により、一時大樋焼は廃れ、大樋長左衛門の名跡は大樋家から奈良家に移る
- 八代 大樋長左衛門（宗春・松涛・以玄斉）（1851〜1927）
- 九代 大樋長左衛門（陶土斎）（1901〜1986）
- 十代 大樋長左衛門（年郎・陶冶斎）（1927〜2023）
- 十一代 大樋長左衛門（年雄）（1958〜）